# 三街會館
三街會館（葡萄牙語：Templo de Sam Kai Vui Kun），又名關帝廟，是位於澳門特別行政區議事亭前地旁邊的廟宇，為早期澳門華人商家的議事場所。2005年以澳門歷史城區的部分被列入世界文化遺產名錄內。
會館在明代末年已經出現，至清代粵海開關以後始定名為“三街會館”。“三街”指澳門最早的三條街道：營地大街、關前街和草堆街；“會館”則由三條街道的商行組成。三街會館初設時為商人議事的場所，澳門的商家們在此聯絡感情、溝通商情，也是清政府發佈公告的重要場所。日子一久，三街會館成為澳門華人的議事場所；而後來的澳葡政府也以會館作為聯繫華人的唯一機關。
三街會館的建築已無從考證，經數次大修而成為現今的面貌。會館開設之初，即設關帝像供奉。由於起初時議事場與廟宇合一，而後來三街會館功能消失，廟宇成為了會館的主要功能，故被人直呼其為“關帝廟”。

## 歷史
澳門的早期商人，喜歡聚集一起溝通商情。商人選擇的議事場多是重要的廟宇中，起初在媽閣廟、蓮峰廟中。後來有人牽頭組建會館，結束了在廟宇議事的習慣。三街會館的建築已無從考證，但據重修碑記載，三街會館初修於清朝乾隆五十七年（1792年）。嘉慶九年（1804年）和道光十五年（1835年）分別進行第二次和第三次大修。在三街會館開設之初，議事場與廟宇合一；後來在最後一次大修，才將在建築旁增建了一間公所才與廟宇分開。
三街會館初設時是商人議事的場所，澳門的商賈們在此聯絡感情、溝通商情，也是清政府發佈公告的重要場所。日子一久，三街會館成為澳門華人的議事場所，而澳葡政府也以會館作為聯繫華人的唯一機關。三街會館作為商人會館，卻超越了一般工商團體所履行的功能。其中，在嘉慶十年（1805年），免疫接種牛痘的醫療技術傳入澳門時，三街會館曾是中國最早的痘館；三街會館也是舉行節慶活動的地方，例如：在農曆四月初八，於三街會館前地會舉行舞醉龍、節慶游行和派發長壽飯（即龍船頭飯）等。隨着現代工業的發展、澳門街市擴容和新的華商組織成立，三街會館原來的功能逐漸消失，最終成為純粹廟宇——關帝廟。業產交由鏡湖醫院慈善會所管理。
會館開設之初，即設關帝像供奉。由於起初時議事場與廟宇合一，故被人直呼其為“關帝廟”。20世紀20年代後，三街會館逐漸衰微，廟宇成為了會館的主要功能。因三街會館內一直供奉關帝，遂演變為關帝古廟；除了供奉關帝外，還設有財帛星君與太歲的神位。廟內兩旁展示了多種古代的銀質武器，此為澳門其他廟宇所沒有之擺設。三街會館昔日的熱鬧景象，唯有在關帝神誕和財帛星君誕搭棚唱戲時再現。

## 外部連結
- 维基共享资源上的相關多媒體資源：三街會館
- 澳門文物網（页面存档备份，存于）

| 澳門歷史城區 |
| 建築 |
| 媽閣廟 \| 港務局大樓 \| 鄭家大屋 \| 聖老楞佐教堂 \| 聖若瑟修院大樓及聖堂 \| 崗頂劇院 \| 何東圖書館大樓 \| 聖奧斯定教堂 \| 市政署大樓 \| 三街會館（關帝廟） \| 仁慈堂大樓（仁慈堂博物館） \| 大堂（主教座堂） \| 大堂巷七號住宅（盧家大屋） \| 玫瑰聖母堂 \| 大三巴牌坊 \| 哪吒廟 \| 舊城牆遺址 \| 大炮台 \| 聖安多尼教堂（花王堂） \| 東方基金會會址 \| 基督教墳場（包括馬禮遜小教堂） \| 東望洋炮台（包括聖母雪地殿教堂及燈塔）（保育危機） |
| 前地 |
| 媽閣廟前地 \| 亞婆井前地 \| 崗頂前地 \| 議事亭前地 \| 板樟堂前地 \| 大堂前地 \| 耶穌會紀念廣場 \| 賈梅士前地 |
| 区内其他地点及街道 |
| 海事博物館 \| 妈阁斜巷 \| 妈阁街 \| 高楼街 \| 政府總部事務局 \| 聖若瑟教區中學第二、三校 \| 龙嵩正街 \| 亞美打利庇盧大馬路 \| 聖若瑟教區中學第四校 \| 澳門郵政局大樓 \| 聖物寶庫 \| 大三巴街 \| 天主教藝術博物館與墓室 \| 澳門博物館 \| 大炮台山 \| 花王堂街 \| 白鸽巢总站 \| 东望洋山 |

22°11′38.4″N 113°32′21.6″E / 22.194000°N 113.539333°E